# Beckenham
Beckenham is een wijk in het bestuurlijk gebied London Borough of Bromley, in het zuidoosten van de regio Groot-Londen in Engeland.
In Beckenham bevindt zich het spoorwegstation Beckenham Junction.

## Geboren
- Simon Ward (1941-2012), acteur
- Andy Bown (1946), popmuzikant (keyboard) (The Herd, Status Quo)
- Peter Frampton (1950), gitarist, zanger, componist en producer (onder meer The Herd, Humble Pie en Ringo's All Starr Band)
- David Sylvian (1958), popmuzikant (gitaar en keyboard) (Japan, solo)
- Wende Snijders (1978), Nederlands singer-songwriter
- Gary O'Neil (1983), voetballer